# Nychiodes elbursica
Nychiodes elbursica är en fjärilsart som beskrevs av Eugen Wehrli 1937. Nychiodes elbursica ingår i släktet Nychiodes och familjen mätare. Inga underarter finns listade i Catalogue of Life.